# Ривил, Джеймс Лориц
Джеймс Ло́риц Риви́л (англ. James Lauritz Reveal; 29 марта 1941 — 9 января 2015) — американский ботаник, автор ряда публикаций по флоре Северной Америки, автор таксономической системы классификации цветковых растений (так называемой системы Ривила (англ. Reveal system)), член «Группы филогении покрытосеменных» (Angiosperm Phylogeny Group), один из авторов системы классификации APG II и APG III, почётный профессор Гербария Нортона-Брауна в Мэриленде, адъюнкт-профессор факультета биологии растений Корнеллского университета, почетный куратор Нью-Йоркского ботанического сада.

## Биография
Джеймс Лориц Ривил родился 29 марта 1941 года в Рино, штат Невада, в семье библиотекаря Арлин Хэдфилд Ривол и ботаника Джека Лилберна Ривол.
В 1964 году окончил бакалавриат, а в 1966 году магистратуру Университета штата Юта. С 1967 по 1969 год проходил постдокторскую стажировку в Смитсоновском институте. В 1969 году защитил докторскую диссертацию и получил степень доктора философии в Университете Бригама Янга. В том же году поступил на факультет ботаники в Мэрилендском университете в качестве доцента, в 1981 году получил звание профессора ботаники. В 1994 году получил награду «За выдающиеся заслуги». С 1979 по 1999 год занимал пост директора гербария Нортона-Брауна в Мэрилендском университете. За время его работы в гербарии была собрана одна из крупнейших в мире коллекций подсемейства Polygonaceae Eriogonoideae.
С 1974 по 1982 год являлся членом Комитета по исчезающим видам Смитсоновского института, принимал ведущее участие в добавлении видов растений, находящихся под угрозой исчезновения, в первоначальный Закон об исчезающих видах (англ. Endangered Species Act of 1973).
В 1978 году профессор Ривил женился на своей коллеге по Мэрилендскому университету, ботанике Роуз Брум, позже работавшей в Службе сельскохозяйственных исследований Министерства сельского хозяйства США. Они сотрудничали во многих исследовательских проектах, в том числе в проектах изучения флоры в Мексике, в ходе которых были выявлены два новых сорта растений. В 1979 году Роуз Брум при участии Джеймса Ривила опубликовала первый перечень редких и находящихся под угрозой исчезновения видов сосудистых растений в Мэриленде.
В 1999 году профессор Ривил покинул занимаемую должность на кафедре ботаники Мэрилендского университета, но продолжал активно работать, собирая образцы растений в нескольких западных штатах США, включая такие штаты, как Калифорния, Колорадо и Невада. Занимал почетные должности, в том числе почетного куратора Нью-Йоркского ботанического сада (2003—2015) и адъюнкт-профессора Корнеллского университета (2007—2015).

## Научная деятельность

### Сфера научных интересов
В сферу научных интересов Джеймса Лориц Ривила входили ботанические исследования на Западе США (в том числе исследования исчезающих видов). Изучал историю ботанических исследований в Новом Свете, а также ботаническую номенклатуру и систематику, большая часть исследований посвящена подсемейству Polygonaceae Eriogonoideae, широко известному как дикая гречиха. Междисциплинарные исследования в области истории и ботаники легли в основу проектов по ботанической истории колониального Мэриленда и ботаническим открытиям экспедиции Льюиса и Кларка. Усилиями профессора Ривила было собрано более 9000 образцов растений из Китая, Северной и Центральной Америки.
Профессор Ривил обнаружил и идентифицировала более пятидесяти сортов растений, большинство из которых — цветущие растения Юго-запада Америки. В 1968 году профессор Ривил выявил пять новых сортов растений на ядерном полигоне в Неваде. В 1981 году Джеймс Ривил совместно с профессором ботаники Университета Джеймса Мэдисона (англ. James Madison University) вывели новый сорт лилий, что стало первым открытием нового растения на восточном побережье США с 1940-х годов. Новый сорт был назван Trillium pusillum var. monticulum (малиновка Шенандоа).

### Система Ривила
Основная статья: Система Ривила
В 1997 году профессор Ривил опубликовал в Интернете свою собственную систему классификации цветковых растений в десяти частях в виде конспекта лекции, в котором сравнивались основные системы, использовавшиеся в то время, но без сопроводительного обоснования. После этого исследования был приглашен стать автором консенсусной группы по филогении покрытосеменных растений (APG) по процессам APG II 2003 и APG III 2009. После этого Ривил продолжил разработку собственной системы классификации в сотрудничестве с Робертом Торном (2007).

### Опубликованные в сети работы
Профессор Джеймс Лориц Ривил — автор более 500 научных статей. Большинство из них опубликованы в Интернете, на сайтах университетов, в которых Ривил занимал педагогические и почетные должности. Некоторые из них:
- Список Названий Надродовых Сосудистых Растений[21]
- Классификация существующих семейств сосудистых растений[22]
- Основные названия сохранившихся сосудистых растений[23]
- Обновленная классификация однодольных растений[24]
- Новая классификация однодольных покрытосеменных растений[25]